# Jean Rouaud
Jean Rouaud (Campbon, 13 dicembre 1952) è uno scrittore francese.

## Biografia
Nato nel 1952 a Campbon, dopo un baccalaureato scientifico, ha studiato lettere moderne all'Università di Nantes.
Prima di approdare alla scrittura ha esercitato diverse professioni quali: giornalista per il quotidiano Presse-Océan, libraio, giornalaio, venditore d'enciclopedie mediche e benziaio.
Ha esordito nella narrativa a 38 anni con il romanzo I campi della gloria, prima parte di un'autobiografia famigliare tuttora in corso d'opera premiata con il Goncourt nel 1990.
Autore poliedrico, nel corso della sua carriera ha scritto saggi, testi teatrali e canzoni cimentandosi anche nel documentario e incidendo un disco.

## Opere principali

### Autobiografia familiare
- I campi della gloria (Les Champs d'honneur, 1990), Milano, Mondadori, 1991 traduzione di Laura Frausin Guarino ISBN 88-04-34878-X.
- Fermi così! (Des hommes illustres, 1993), Milano, Mondadori, 1995 traduzione di Laura Frausin Guarino ISBN 88-04-39278-9.
- Il mondo pressappoco (Le Monde à peu près, 1996), Milano, Mondadori, 1998 traduzione di Laura Frausin Guarino ISBN 88-04-44448-7.
- Lista di nozze (Pour vos cadeaux, 1998), Milano, Mondadori, 2002 traduzione di Laura Frausin Guarino ISBN 978-88-04-50519-8.
- Sur la scène comme au ciel (1999)
- Comment gagner sa vie honnêtement (2011)
- Une façon de chanter (2012)
- Un peu la guerre (2014)
- Être un écrivain (2015)

### Altri romanzi
- Le Paléo-circus (1998)
- La Désincarnation (2001)
- Régional et drôle (2001)
- L'Invention de l'auteur (2004)
- L'Imitation du bonheur (2006)
- La Fiancée juive (2008)
- La Femme promise (2009)
- Évangile (selon moi) (2010)
- Éclats de 14 (2014)

### Teatro
- Les Très Riches Heures (1997)
- La Fuite en Chine (2006)

### Saggi
- Cadou Loire-Intérieure (1999)
- Les Corps infinis (2001)
- Préhistoires (2007)
- Souvenirs de mon oncle (2009)
- Manifestation de notre désintérêt (2013)
- Misère du roman (2015)
- Tout paradis n’est pas perdu (2016)
- La Splendeur escamotée de frère Cheval ou Le Secret des grottes ornées (2018)

## Alcuni riconoscimenti
- Premio Goncourt: 1990 per I campi della gloria
- Premio Grinzane Cavour per la narrativa straniera: 1999 per Il mondo pressappoco